# DR Baureihe E 42
DR Baureihe E 42 är ett östtyskt ellok byggt  för Deutsche Reichsbahn (DR) av LEW Henningsdorf mellan 1963 och 1976. Loken kom även att användas av Deutsche Bahn i hela Tyskland efter Berlinmurens fall. Då fick loken beteckningen Baureihe 142.

## Tekniska data
Loken har axelföljden Bo'Bo'. Loken kan under en timme köra med en effekt på 2920 kW; vid längre körning måste effekten dock begränsas till endast 2740 kW. Loken var konstruerade för att kunna dra ett 1800 ton tungt godståg med en hastighet av 80 km/h. Loken hade vissa brister gällande prestanda och köregenskaper till en början, vilket senare åtgärdades, något som ledde till att loken fick goda köregenskaper. Vissa konflikter uppstod mellan tillverkaren LEW och Deutsche Reichsbahn då den förstnämnda genomfört vissa modifikationer som var godkända. I slutändan kunde loket dra ett 1900 ton tungt godståg i en hastighet av 80 km/h och ett 800 ton tungt passagerartåg i 100 km/h.

## Historia

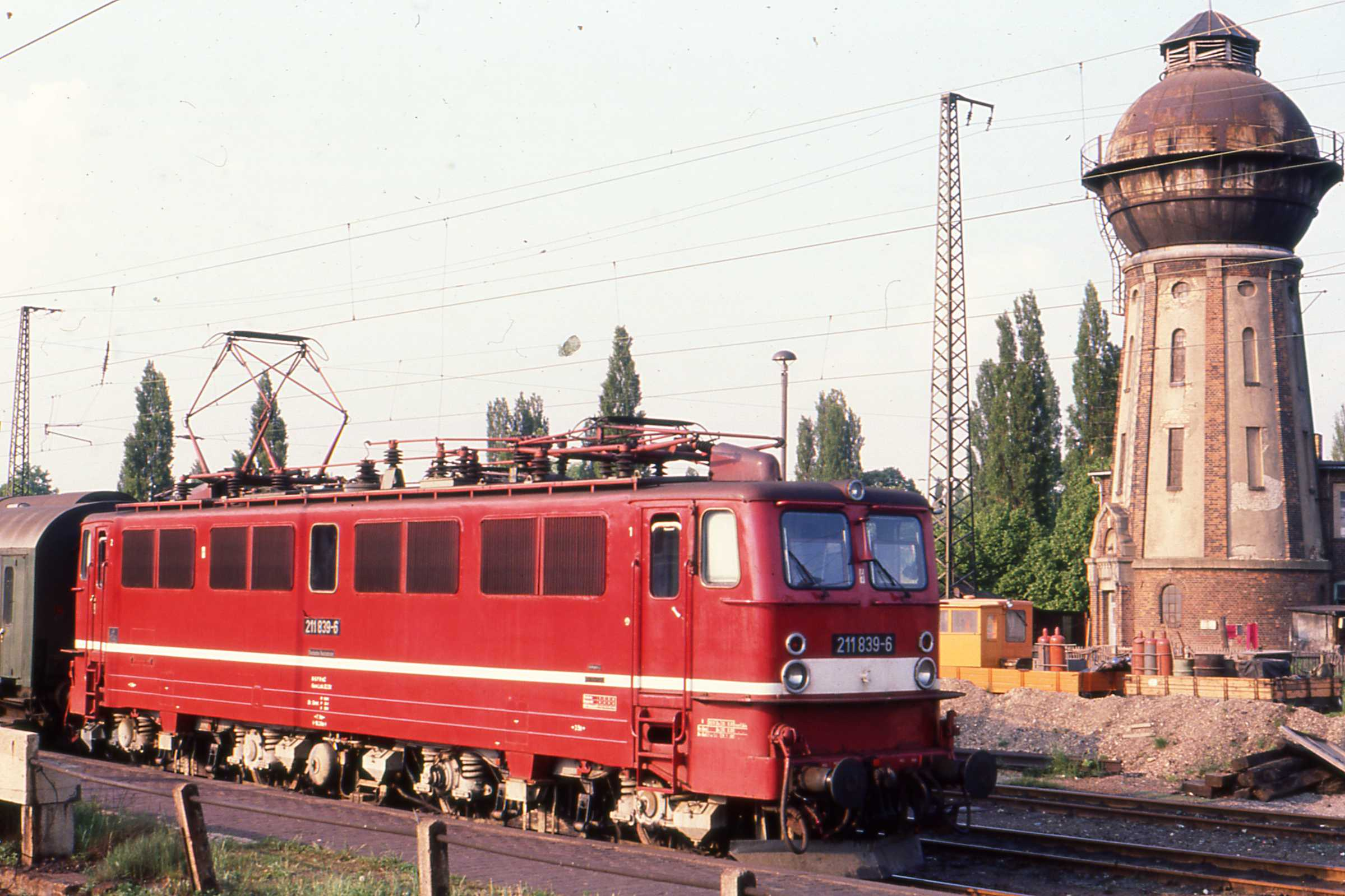

Produktionen började 1963 och fram till 1970 hade 186 lok levererats. På grund av att utvecklingen av nyare ellok tillfälligt pausats tillverkades ytterligare en serie på 106 lok mellan 1970 och 1976. Loket användes till både gods och passagerartåg, och kom även att användas i S-Bahn-näten i Leipzig och Dresden. Loket fick efter 1970 års ändring av litterasystemet litterat 242. När  BR 243 togs i tjänst under 1980-talet byggdes vissa äldre lok av typen BR 211 om till BR 242, vilket resulterade i att det 1992 fanns 305 stycken BR 242. BR 242 kom även att användas av Deutsche Bahn som BR 142 fram till 1999 då det sista loket togs ur trafik. Loket kom även att användas av flera tågoperatörer i Schweiz mellan 1993 och 2008, då under beteckningarna Ae 417, Ae 476 eller Ae 477.

### Bevarade lok
Fyra lok finns idag bevarade. Dessa disponeras av olika ägare och operatörer; två stycken ägs av Deutsche  Bahns museum. 